# Búnker
O Búnker foi uma facção de franquistas que se oposeram às reforma políticas durante a Transição Espanhola para a Democracia, depois da morte de Francisco Franco.